# Kamnica (gmina Dol pri Ljubljani)
Kamnica – wieś w Słowenii, w gminie Dol pri Ljubljani. W 2018 roku liczyła 405 mieszkańców.